# Ossiannilssonola troza
Ossiannilssonola troza är en insektsart som först beskrevs av Ross och Delong 1949.  Ossiannilssonola troza ingår i släktet Ossiannilssonola och familjen dvärgstritar. Inga underarter finns listade i Catalogue of Life.